# امیراعلم غضنفریان

آرامگاه امیراعلم غضنفریان در زنجان

امیراعلم غضنفریان دکترای مهندسی الکترونیک از دانشگاه استنفورد آمریکا است. 

## زندگی
امیراعلم غضنفریان ۲۵ بهمن ۱۳۵۰ در شهر زنجان متولد شد. مدرک دیپلم را از دبیرستان امیر کبیر زنجان گرفت.
در سال ۱۳۶۷ موفق به اخذ مدال (نقره) برای ایران از المپیاد جهانی ریاضیات ۱۹۸۸ در استرالیا  و همان سال وارد دانشکده برق دانشگاه صنعتی شریف شد. با معدل بالای ۱۹ به عنوان شاگرد ممتاز لیسانس گرفت و در همان سال به عنوان دانشجوی نمونه دانشگاه صنعتی شریف انتخاب و معرفی شد. 
در سال ۷۳ برای ادامه تحصیل راهی دانشگاه استنفورد آمریکا شد. دکترا را در کمتر از سه سال با معدل ۴ از ۴ دریافت کرد. امیراعلم غضنفریان بیش از هفت مقاله علمی در مجلات و کنفرانس‌های بین‌المللی معتبر منتشر کرد.

## مرگ
در سال ۱۳۷۷ علائم بیماری سرطان در وی مشاهده شد و بعد از حدود نه ماه در میانه پاییز ۱۳۷۸ بر اثر سرطان در کشور آمریکا در گذشت و در زنجان به خاک سپرده شد.
بنا بر وصیت ایشان کتابهایشان به کتابخانهٔ دانشگاه صنعتی شریف اهداء شد.